# Castronovo (San Vincenzo Valle Roveto)
Castronovo è una frazione di circa 300 abitanti del comune di San Vincenzo Valle Roveto (AQ), in Abruzzo.

## Geografia fisica
Il paese è situato sul versante occidentale della valle Roveto su un colle che sovrasta il corso del fiume Liri a 525 m s.l.m. Castronovo al pari di Rendinara, posta più in alto a 916 m s.l.m. e inclusa nel limitrofo territorio comunale di Morino, è dominato dalle vette della catena montuosa degli Ernici.
Castronovo dista circa 3,9 chilometri dal capoluogo municipale di San Vincenzo Valle Roveto Inferiore.

## Storia

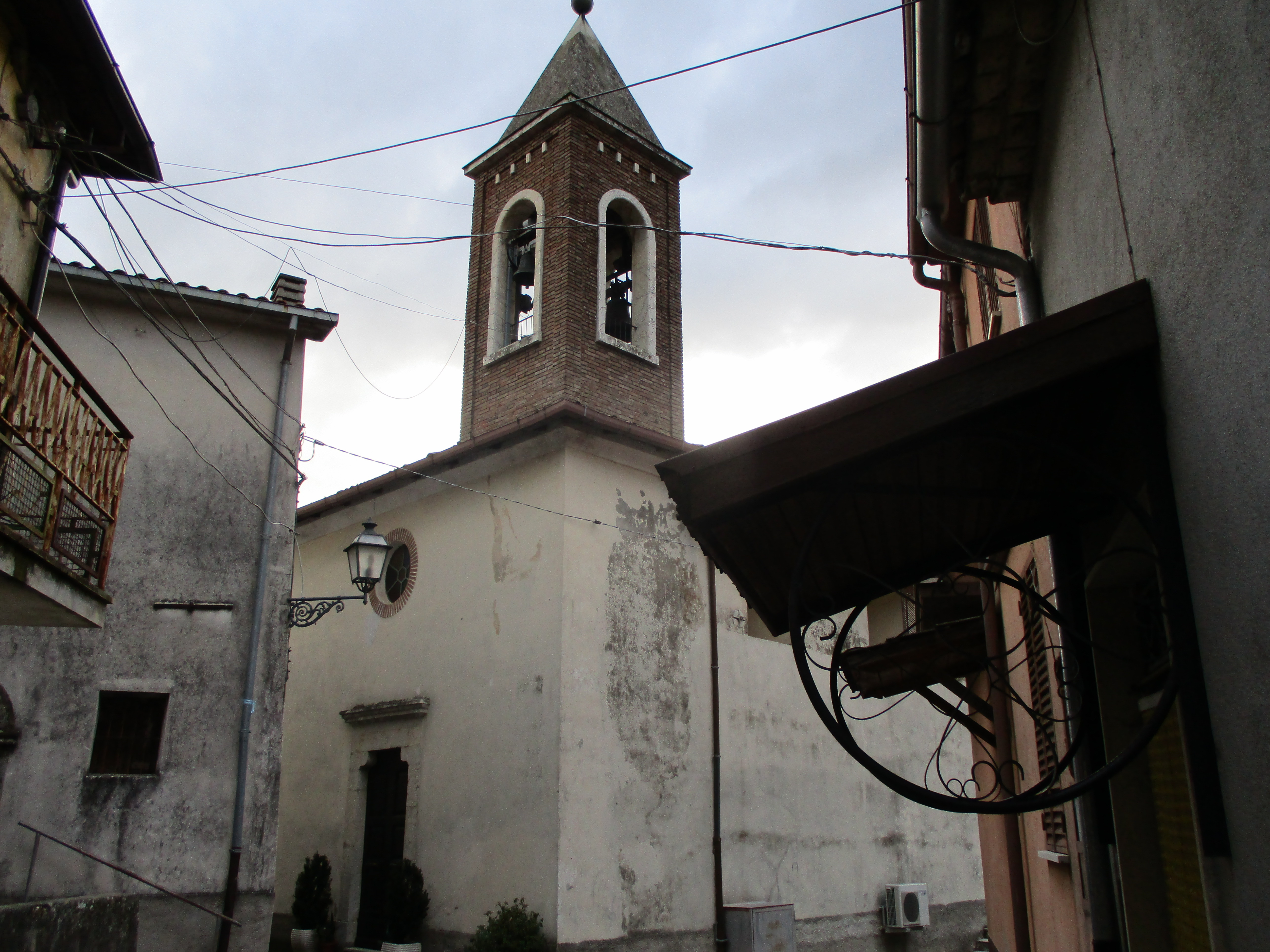
Chiesa di San Nicola

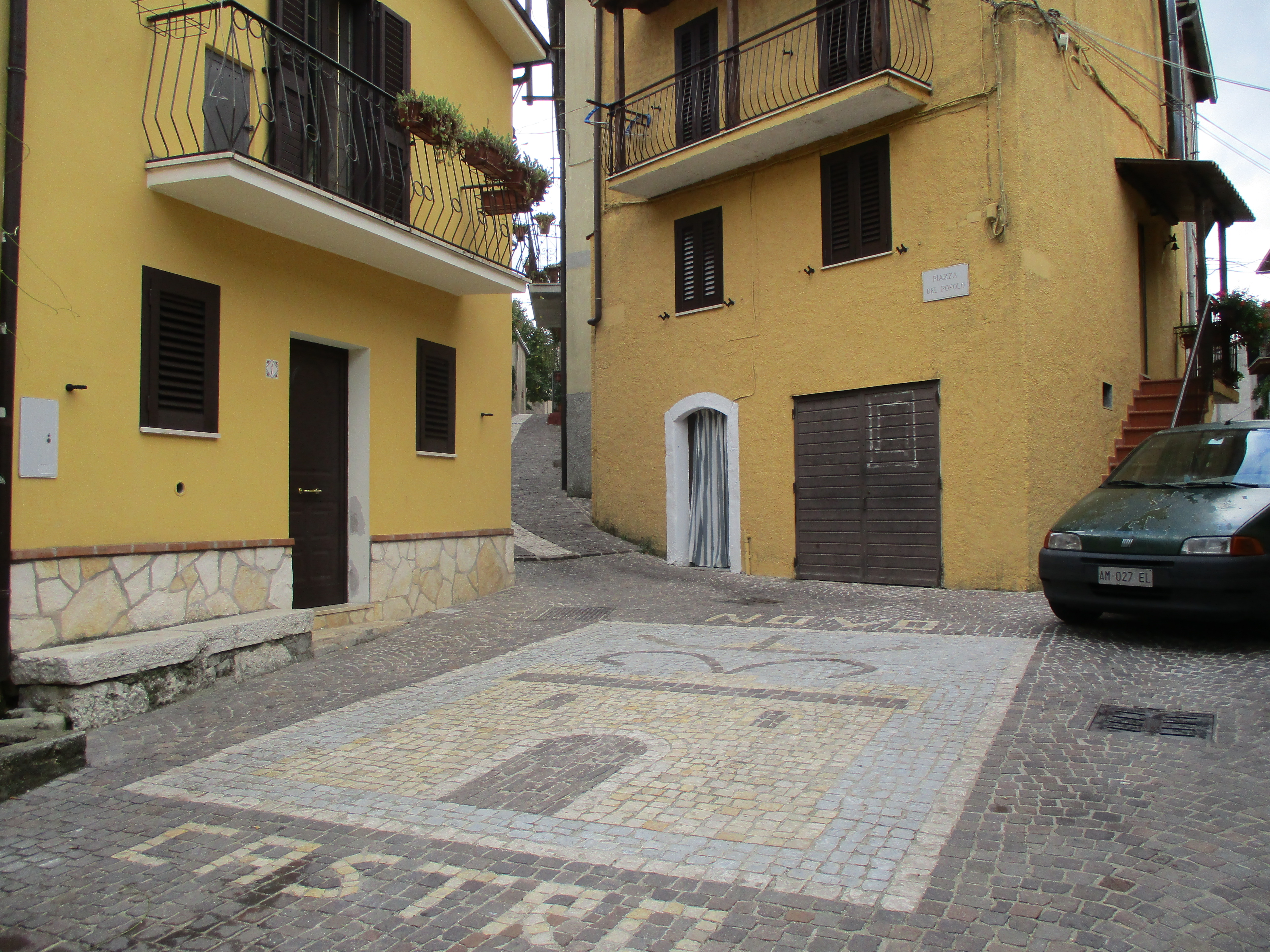
Stemma del paese realizzato con i sampietrini in una delle piazzette

Come risulta da documenti di epoca alto medievale e nel catalogo dei Baroni originariamente il paese venne chiamato Castel Gualtieri, acquisendo con ogni probabilità il nome del suo primo signore. Il toponimo mutò in Castello Novo, sicuramente in seguito a lavori urbani che migliorarono il suo aspetto e la vivibilità, appare infatti in alcune pergamene della certosa di Trisulti del XIV secolo con questo nome.
Nei documenti amministrativi dell'epoca del regno di Napoli con a capo Roberto d'Angiò appare a volte come Castelnuovo. Successivamente venne chiamato Castrum Morrei, ovvero centro controllato da Morrea che assunse nell'area geografica rovetana un ruolo strategico e amministrativo importante insieme a Balsorano. Venne quindi incluso tra i feudi dei conti dei Marsi e successivamente dei Piccolomini.
Decimato dalla grave peste del 1656 il paese gradualmente si ripopolò acquisendo l'autonomia amministrativa con l'istituzione dell'universitas, dotandosi anche dello stemma e del catasto onciario, fino all'eversione feudale del 1806 che fece decadere il comune. Venne così incluso amministrativamente al territorio comunale di Civita d'Antino e in seguito al 1816 a quello di San Vincenzo insieme alle frazioni di Morrea, Roccavivi e San Giovanni.
Il terremoto della Marsica del 1915 causò anche a Castronovo decime di vittime e danni ingenti al patrimonio urbanistico; il centro ricostruito subì forti flussi emigratori verso Roma e altre regioni italiane.

## Monumenti e luoghi d'interesse

### Architetture religiose
- Chiesa di San Nicola: risulta nell'elenco delle chiese appartenenti alla diocesi di Sora già nell'anno 1308[7].

### Aree naturali
- Ara della Croce, località situata alle porte del paese.
- Pizzo Deta
- Valle Roveto
- Fiume Liri

## Società

### Tradizioni e folclore
La festa patronale di san Nicola di Bari si svolge annualmente nel mese di maggio, periodo in cui a Castronovo tornano i numerosi emigrati e villeggianti.

## Infrastrutture e trasporti

### Strade
Il paese è situato vicino al tracciato della superstrada del Liri vicino agli svincoli di Morino-Civita d'Antino (direzione Sora) o Le Rosce-Santa Restituta (direzione Avezzano). Dista circa due chilometri dal bivio situato lungo la strada statale 82 della Valle del Liri per la strada provinciale 66 per Rendinara.

### Ferrovie
La stazione di Morrea-Castronovo-Rendinara è la fermata ferroviaria posta lungo la linea Avezzano-Roccasecca che serve la frazione.

## Sport

### Calcio
La squadra di calcio dell'A.S.D. Castronovo milita nei campionati dilettantistici abruzzesi.